# Скэнлэн, Джоанна
Джоа́нна Скэ́нлэн (англ. Joanna Scanlan; род. 27 октября 1961, Уэст-Кирби, Мерсисайд) — британская актриса кино и телевидения, телесценаристка и телепродюсер.

## Биография
Джоанна Мэрион Скэнлэн родилась 27 октября 1961 года в городке Уэст-Кирби (боро Уиррал, графство Мерсисайд, Англия). Родители — Майкл и Патриша Скэнлэн были хотельерами. В возрасте трёх лет переехала с родителями в Северный Уэльс, где супруги позднее приобрели гостиницу «За́мок» в городке Ритин. Среднее образование девочка получила в городах Денби и Челмсфорд, затем окончила колледж «Куинз», где специализировалась на истории; вступила в театральный клуб «Рампы», в котором подружилась с Тильдой Суинтон, ставшей вскоре известной актрисой.
Окончив обучение, Скэнлэн стала преподавать драматическое искусство в университете «Де Монфорт» и проработала на этой должности пять лет. Потом она три года занималась тем же, но уже в Совете по искусству Великобритании. В 1994 году он был ликвидирован, Скэнлэн пришлось оставить работу, и она решила стать актрисой. В итоге с 1997 года начала сниматься в телефильмах и телесериалах, а также писать сценарии к телесериалам, в 2000 году состоялся дебют актрисы в кинофильме, а с 2013 года Скэнлэн начала пробовать себя как продюсера.
По состоянию на март 2022 года Скэнлэн снялась в более чем 90 теле- и кинофильмах и телесериалах, стала сценаристкой нескольких десятков эпизодов семи телесериалов, а также выступила продюсером двадцати эпизодов трёх сериалов.
Личная жизнь
По состоянию на февраль 2022 года, актриса замужем, её мужа зовут Нил Бикнелл, он бухгалтер, пара живёт в лондонском районе Кройдон, детей нет (на момент заключения брака актрисе было 48 лет).

## Награды
С полным списком кинематографических наград и номинаций Джоанны Скэнлэн можно ознакомиться на сайте IMDb.
- 2010 — Премия Гильдии сценаристов Великобритании[англ.] в категории «Лучшая телевизионная комедия» за сценарий сериала «Старость — не радость».
- 2013 — Премия Гильдии сценаристов Великобритании в категории «Лучшая телевизионная комедия» за сценарий сериала «Старость — не радость».
- 2020 — Международный кинофестиваль в Салониках — «Лучшая актриса» за роль в фильме «После любви».
- 2021 — Международный кинофестиваль в Дублине[англ.] — «Лучшая актриса» за роль в фильме «После любви».
- 2021 — Премия британского независимого кино в категории «Лучшая женская роль» за роль в фильме «После любви».
- 2022 — BAFTA в категории «Лучшая женская роль» за роль в фильме «После любви»[5].

## Избранная фильмография

### Актриса на широком экране
- 2003 — Девушка с жемчужной серёжкой / Girl with a Pearl Earring — Таннеке
- 2005 — Прогулка на небеса / A Little Trip to Heaven — Джози
- 2005 — Чумовые боты / Kinky Boots — Триш
- 2006 — Скандальный дневник / Notes on a Scandal — Сью Ходж
- 2007 — Сделай себя сам[англ.] / Grow Your Own — Барбара
- 2007 — Звёздная пыль / Stardust — Мормо
- 2008 — Ещё одна из рода Болейн / The Other Boleyn Girl — акушерка
- 2009 — В петле / In the Loop — Роз
- 2009 — Зов[англ.] / The Calling — сестра Кевин
- 2009 — Дом мальчиков / House of Boys — Сюзанна, медсестра
- 2013 — Невидимая женщина / The Invisible Woman — Кэтрин Диккенс
- 2014 — Воспоминания о будущем / Testament of Youth — тётя Белль
- 2014 — Достать Санту / Get Santa — Рут Морбёри
- 2015 — Непутёвая учёба[англ.] / The Bad Education Movie — Сьюзан Полтер
- 2016 — Бриджит Джонс 3 / Bridget Jones's Baby — Кэти, визажист
- 2017 — Как разговаривать с девушками на вечеринках / How to Talk to Girls at Parties — Мэрион
- 2017 — Тюльпанная лихорадка / Tulip Fever — госпожа Овервальт
- 2017 — Игольница[англ.] / Pin Cushion — Лин
- 2019 — Как создать девушку[англ.] / How to Build a Girl — миссис Беллинг
- 2020 — После любви[англ.] / After Love — Мэри
- 2022 — Это — Рождество[англ.] / This Is Christmas — Линда
- 2023 — Злобные маленькие письма / Wicked Little Letters — Энн
- 2025 — Бриджит Джонс. Без ума от мальчишки / Bridget Jones: Mad About the Boy — Кэти

### Актриса телевидения
- 1997 — Джейн Эйр / Jane Eyre — Бесси
- 1997 — Максимум практики[англ.] / Peak Practice — акушерка (в эпизоде Eye of the Storm)
- 1998 — Ярмарка тщеславия / Vanity Fair — леди Краули (в 2 эпизодах)
- 1998 — Тайны Рут Ренделл[англ.] / The Ruth Rendell Mysteries — Одри Баркер (в 2 эпизодах)
- 1998, 2011 — Катастрофа[англ.] / Casualty — разные роли (в 2 эпизодах)
- 1999 — Самое ужасное убийство[англ.] / Murder Most Horrid — Айрис Ауд-Ньютон (в эпизоде Frozen)
- 1999 — Чисто английское убийство / The Bill — Мадлен Тюдор (в эпизоде Trade Off)
- 2000 — Одной ногой в могиле / One Foot in the Grave — Джиллиан (в эпизоде Things Aren't Simple Any More[англ.])
- 2000 — Жители Ист-Энда / EastEnders — сокамерница (в 2 эпизодах)
- 2001 — Веселье в похоронном бюро[англ.] / Fun at the Funeral Parlour — Джанет / Джоан Джонс (в эпизоде The Heron Incident)
- 2001 — Долбанутые / Spaced — Тина (в эпизоде Mettle)
- 2001 — Моя семья / My Family — ассистентка дантиста (в эпизоде 'Tis Pity She's a Whore[англ.])
- 2003 — Осознанное убийство[англ.] / Murder in Mind — Дайана Спирмен (в эпизоде Echoes)
- 2003 — Сделка[англ.] / The Deal — Сью Най[англ.]
- 2004 — Маленькая Британия / Little Britain — Аня (в эпизоде #2.2[англ.])
- 2004, 2011 — Доктор Мартин / Doc Martin — разные роли (в 2 эпизодах[англ.])
- 2005, 2007, 2009, 2012 — Гуща событий / The Thick of It — Терри Каверли, директор по связям Департамента социальных дел и гражданства (в 20 эпизодах[англ.])
- 2007 — Джекилл / Jekyll — медсестра (в эпизоде Hyde)
- 2009—2010, 2012 — Старость — не радость[англ.] / Getting On — Ден Фликстер, медсестра (в 15 эпизодах)
- 2012 — Стелла[англ.] / Stella — Нэнси (в 5 эпизодах[англ.])
- 2013 — Билет на выход[англ.] / Heading Out — Тория (в 6 эпизодах)
- 2013 — Неуравновешенные[англ.] / Psychobitches — Барбара Вудхаус (в эпизоде #1.3)
- 2013 — Подъём[англ.] / Coming Up — мама Денайз (в эпизоде Burger Van Champion)
- 2013 — Смерть приходит в Пемберли / Death Comes to Pemberley — миссис Рейнольдс (в 3 эпизодах)
- 2013—2014 — Большая школа / Big School — миссис Клебб (в 10 эпизодах)
- 2014 — Убийства в Мидсомере / Midsomer Murders — Клейра Траут (в эпизоде The Killings of Copenhagen)
- 2014 — Преподобный[англ.] / Rev. — Джилл Мэллори (в 2 эпизодах)
- 2015 — Старость — не радость / Getting On — Ден Фликстер, медсестра (в эпизоде Am I Still Me?)
- 2015, 2017—2018 — Без обид[англ.] / No Offence — детектив-инспектор Вивьен Диринг (в 21 эпизоде)
- 2016 — Мистер Хутен и леди / Hooten & the Lady — Пенни МакКуинн (в эпизоде Bhutan)
- 2017 — Электрические сны Филипа К. Дика / Philip K. Dick's Electric Dreams — Сью (в эпизоде Crazy Diamond)
- 2018 — Реквием[англ.] / Requiem — Дженайс Грей (в 6 эпизодах)
- 2018 — Женщина в белом[англ.] / The Woman in White — миссис Веси (в 3 эпизодах)
- 2018—2019 — Придержите закат[англ.] / Hold the Sunset — Сандра (в 9 эпизодах)
- 2020 — Дракула / Dracula — мать-настоятельница (в эпизоде The Rules of the Beast)
- 2021 — Ларкины[англ.] / The Larkins — Мамаша Ларкин (в 7 эпизодах)
- 2022 — Джентльмен Джек / Gentleman Jack — Изабелла Нортклифф (в эпизоде #2.1)
- 2023 — История с лодкой[англ.] / Boat Story —  Пэт Тух (в 6 эпизодах)
- 2024 — Медленные лошади. Сезон 4 / Slow Horses — Мойра Трегорян, бывшая Королева Базы Данных МИ-5 (в 6 эпизодах)
- 2024 — Чрезвычайно королевский скандал / A Very Royal Scandal — Аманда Тирск, личный секретарь принца Эндрю (в 3 эпизодах)

### В роли самой себя
- 2010—2011 — На этой неделе[англ.] / This Week — в 2 выпусках
- 2011 — У меня для вас новости[англ.] / Have I Got News for You — в выпуске #41.9
- 2013 — Разве я вам вру?[англ.] / Would I Lie to You? — в выпуске #7.7
- 2015 — Лоррейн / Lorraine — в выпуске от 19 мая
- 2015 — Комната 101[англ.] / Room 101 — в выпуске Joanna Scanlan, Noel Fielding, Ian Wright
- 2016, 2018 — Субботняя кухня[англ.] / Saturday Kitchen — в 2 выпусках

### Сценаристка
- 1997 — Байкер-Гроув[англ.] / Byker Grove — 2 эпизода
- 1999 — Шлёпни пони / Smack the Pony — эпизод #1.7 («дополнительный материал»)
- 2000 — Мои родители — пришельцы[англ.] / My Parents Are Aliens — эпизод The Family Way[англ.]
- 2009—2010, 2012 — Старость — не радость[англ.] / Getting On — 15 эпизодов
- 2013—2015 — Старость — не радость / Getting On — 18 эпизодов

### Продюсер
- 2013—2015 — Старость — не радость / Getting On — 13 эпизодов (исполнительный)
- 2018 — Без обид[англ.] / No Offence — 6 эпизодов (ассоциированный)